# Commiphora capuronii
Commiphora capuronii är en tvåhjärtbladig växtart som beskrevs av Bardot-vaucoulon. Commiphora capuronii ingår i släktet Commiphora och familjen Burseraceae. Inga underarter finns listade i Catalogue of Life.